# Fabryka Samochodów Osobowych
A Fabryka Samochodów Osobowych (magyarul: Személyautógyár) vagy rövidebben FSO egy 1951-ben alapított lengyel autógyár volt, amelynek székhelye Varsóban helyezkedett el.

## Története

### A kezdetek

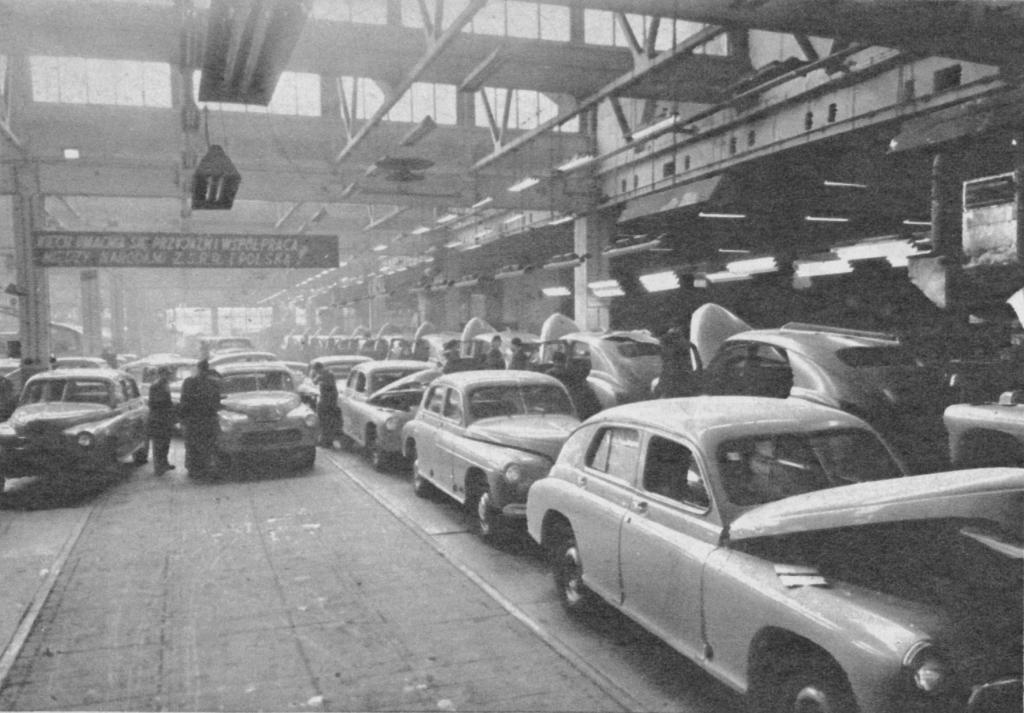
FSO Warszawák összeszerelése az 1950-es évek elején

Az FSO gyárat 1951 november 6-án alapította a lengyel kormány Varsóban, a Visztula folyótól keletre, hogy személyautókat gyártson a második világháború utáni Lengyelország számára. Első modellje a GAZ–M–20 Pobeda licence alapján készülő Warszawa volt.

1953-ban a gyár egyik részlegében megindult egy kisebb autó megtervezése. 1957-ben ezen tervek alapján született meg a kétütemű Syrena, mely nagyobb népszerűségre tett szert elődjénél. Gyártása később áttevődött a Fiattal kötött szerződés értelmében létrejött Fabryka Samochodów Małolitrażowych (FSM) gyárba.

### Polski Fiat- és Polonez-éra

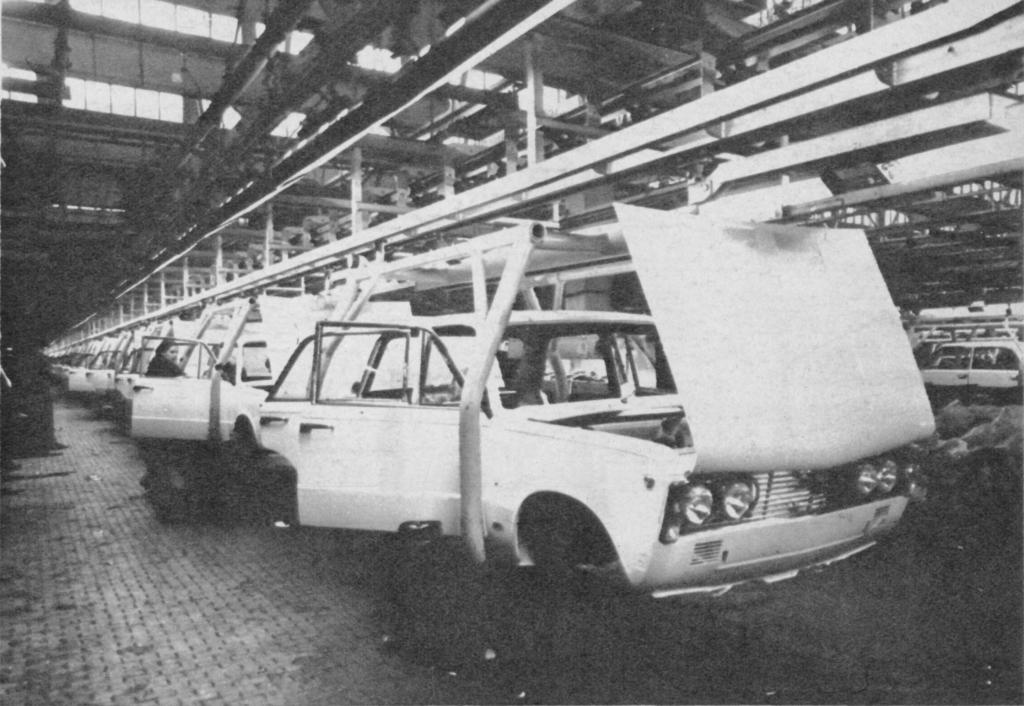
Polski Fiat 125p-k összeszerelése 1974 körül

1965-ben a lengyel kormány licencszerződést kötött az olasz Fiat gyárral, melynek értelmében az FSO engedélyt kapott bizonyos Fiat modellek gyártására Polski Fiat néven. Az első ilyen kocsi a Fiat 125 volt, mely alapján a varsói gyár elkezdte gyártani a Polski Fiat 125p-t, mely az elavult Warszawát hivatott leváltani. Ez valójában a Fiat 125-nek egy leegyszerűsített változata volt, mely a korábbi Fiat 1300/1500 műszaki megoldásaira épült. A kocsit a külföldi piacokon Fiat 125p néven is árulták. Miután a licencszerződés lejárt, az FSO tovább gyártotta az autót FSO 1300/1500 néven.
A Warszawát egy ideig párhuzamosan gyártották a Polski Fiat 125p-vel, majd 1973-ban végleg felhagytak a gyártásával. A 125p-ből és utódjából, az FSO 1300/1500-ból összesen 1 445 689 darab készült, mielőtt 1991. június 26-án befejeződött a gyártásuk. Ekkorra a kocsi formaterve már 24 éves volt, a legtöbb műszaki megoldása pedig 30 évnél is öregebb, melyek csak kisebb módosításokon estek át a gyártás időszaka alatt. Az FSO 1978-ban bemutatott egy önálló tervezésű modellt is, Polonez néven. Ez az FSO 1500 műszaki megoldásira épült és eredetileg annak az utódja lett volna, de végül évtizedeken át párhuzamosan gyártották a két modellt.

### Daewoo-FSO

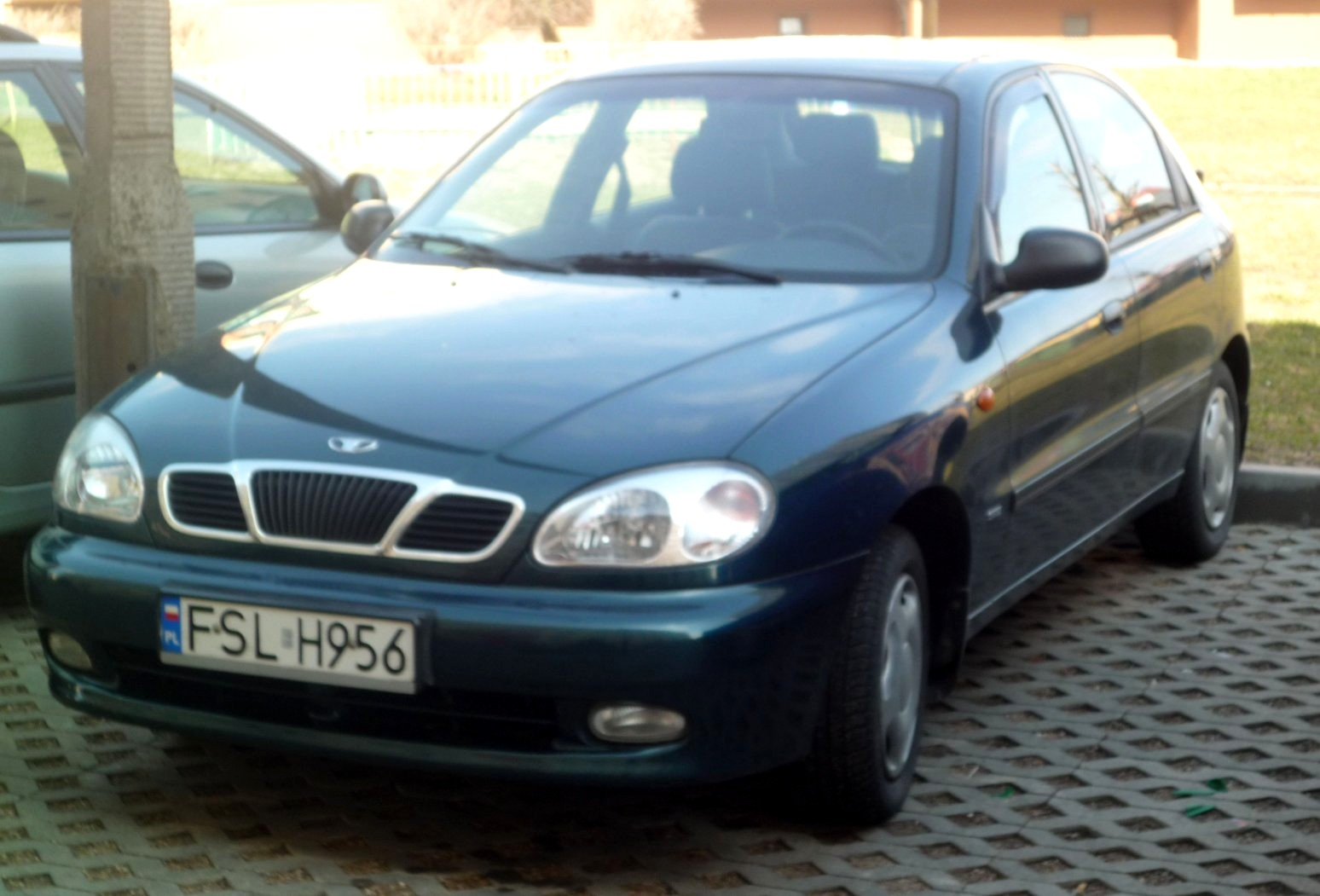
Lengyelországban összeszerelt Daewoo Lanos

Az 1989-es rendszerváltás után a lengyel kormány szerette volna magánkézbe adni az addig állami FSO-t úgy, hogy tartós együttműködést alakítson ki egy nemzetközi autógyártóval. Az erre tett kísérletek azonban évekig sikertelenek voltak. Végül 1994-ben a gyár megegyezett a General Motorsszal Opel Astra gépkocsik összeszereléséről. Egy évvel később aztán az akkor még a General Motors riválisának számító Daewoo felvásárolta az üzemet, melynek új neve Daewoo-FSO lett.
A gyárban eleinte Daewoo Ticók és Daewoo Esperók kerültek összeszerelésre. 1997-től már Daewoo Lanosok, 1999 után pedig Matizok is készültek itt. Rövid ideig Leganzákat, Nubirákat, Korandókat, Mussókat és Chairmaneket is gyártott a Daewoo-FSO. A Polonez gyártása egy ideig még folytatódott, a kisebb modernizációkon áteső kocsi néhány újabb karosszériaváltozatot is kapott, de 2002-ben az egyre csökkenő kereslet miatt leálltak a modell készítésével.
A General Motors időközben saját gyárat épített Lengyelországban, Gliwice városában, ahová 1998-ban áttevődött az Opel Astrák összeszerelése. Az FSO-nál található gyártósoron egy rövid ideig még készültek Opel Vectrák a helyi piacra, majd a GM teljesen megszüntette együttműködését a gyárral.

### A Daewoo-FSO utáni évek

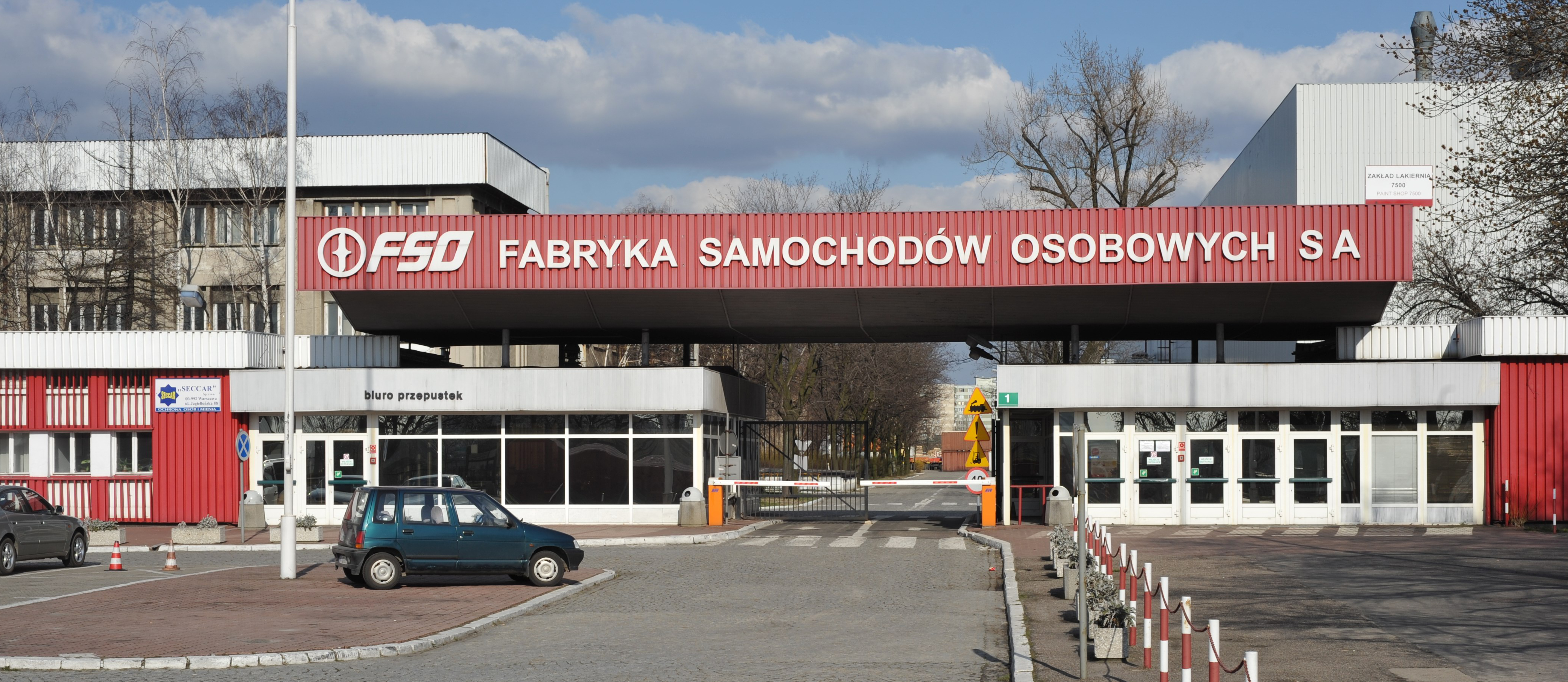
Az FSO gyár főbejárata

A Daewoo 2000-ben csődbe ment, amivel az FSO piaci helyzete is alaposan meggyengült. A dél-koreai gyárat végül felvásárolta a General Motors és annak ázsiai partnerei, de a tengerentúli leányvállalatok nem képezték az üzlet részét, így a lengyel gyár ismét függetlenné vált, de neve csak 2004-ben módosult ismét Daewoo-FSO-ról egyszerűen FSO-ra.
Mindezek ellenére hosszas tárgyalások után a gyárnak sikerült 2007-ig meghosszabbítania a Lanos és Matiz modellekre vonatkozó gyártási és értékesítési jogokat. Mivel azonban nem volt pénze arra, hogy fejlesztést végezzen az autókon, azok egyre kevésbé voltak kelendőek az évek során, ráadásul az általános bizalom is megingott a Daewoo modellekben a gyár csődje után. Az FSO végül az ukrán piacon találta meg a megfelelő keresletet, ahol a korábban szintén a Daewoo-val együttműködő AvtoZAZ ugyanezeket a modelleket gyártotta, így ezek nagyon népszerűek voltak az országban.
Mindeközben az lengyel kormány igyekezett új stratégiai partnert találni az FSO-nak, de a nagy autógyárak nem mutattak érdeklődést. Végül tárgyalásokba kezdtek az MG Rover Grouppal, de a megbeszélések előrehaladtával egyre inkább úgy tűnt, hogy a britek nem gondolják komolyan az üzletet. 2005-ben a GM Rover Group felszámolás alá került, így biztossá vált, hogy az üzlet meghiúsul.
Az egyetlen lehetséges megoldás a Zaporizzsjai Autógyárat is birtokló UkrAVTO-val való együttműködés maradt. Az ukrán cég többségi tulajdonos lett az FSO-ban azzal, hogy felvásárolta részvényei 84,31%-át és arra is ígéretet tett, hogy megszerzi egy új modell licencét a lengyelek számára, mire a Lanos és a Matiz gyártási joga lejár. 2006 közepén az UkrAVTO aláírt egy megállapodást a General Motorsszal a Chevrolet Aveo szedán változatának összeszereléséről. Az új modell lengyelországi gyártásához új cég született, melynek 60%-ban az FSO, 40%-ban pedig a GM lett a tulajdonosa. Az első Aveo 2007. július 11-én gördült le a varsói gyártósorról. 2008 júliusa óta az FSO három- és ötajtós ferde hátú változatokat is gyárthat az Aveóból.

### A cég felszámolása
2011. február 1-jén elkészült a százezredik Aveo Lengyelországban, de ugyanebben a hónapban lejárt a licencszerződés is, mely nem lett meghosszabbítva a modell következő generációjára. A következő hónapban több mint 1800 dolgozó vált munkanélkülivé, a földterület, amelyre a gyár épült, pedig eladóvá vált. 2011. november 27-én az öntöde -és a motor összeszerelő üzem épületét lerombolták, a gyár tesztpályáját pedig eladták.

## Képgaléria

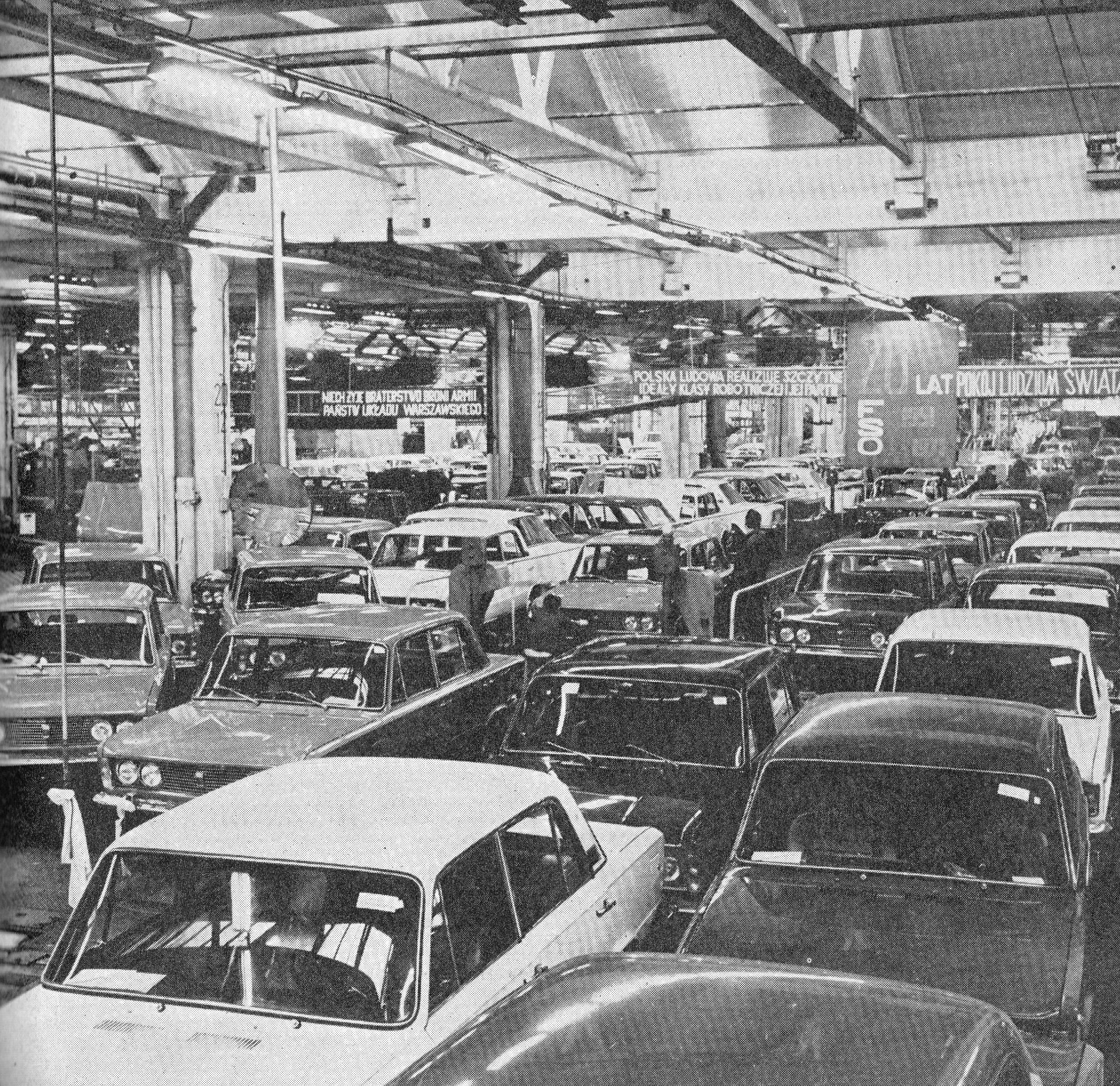
Polski Fiat 125p-k a gyárban (1969)
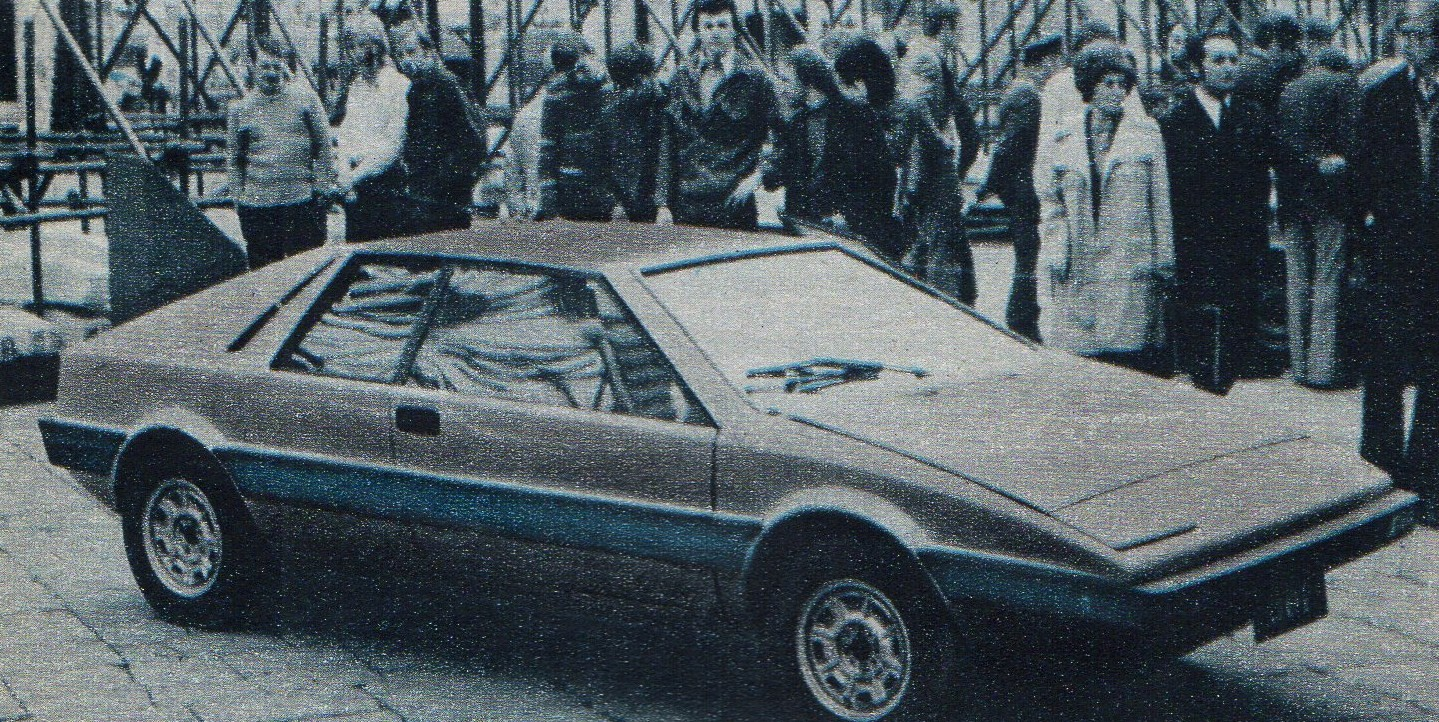
FSO 1300 (1974)
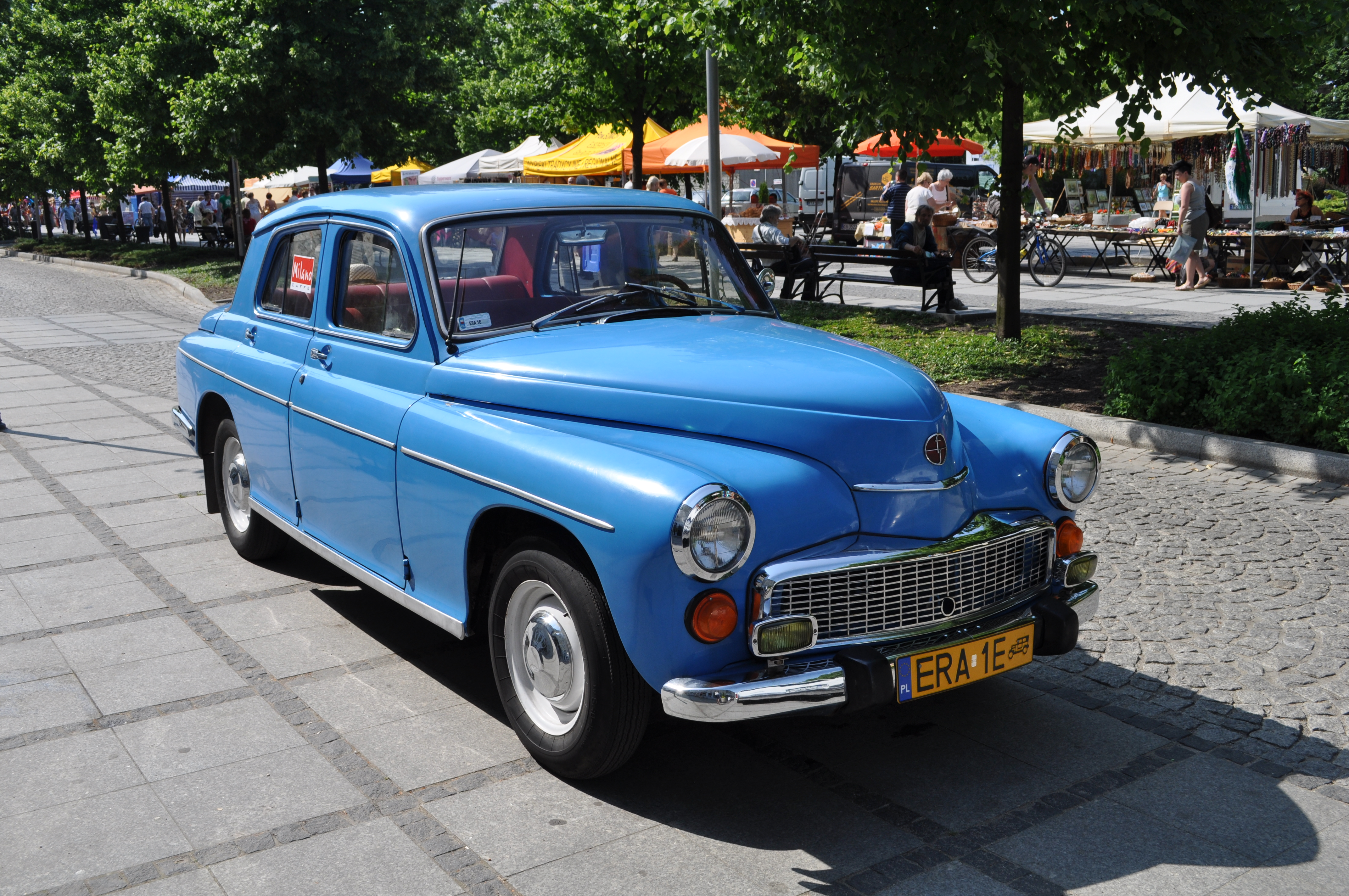
FSO Warszawa
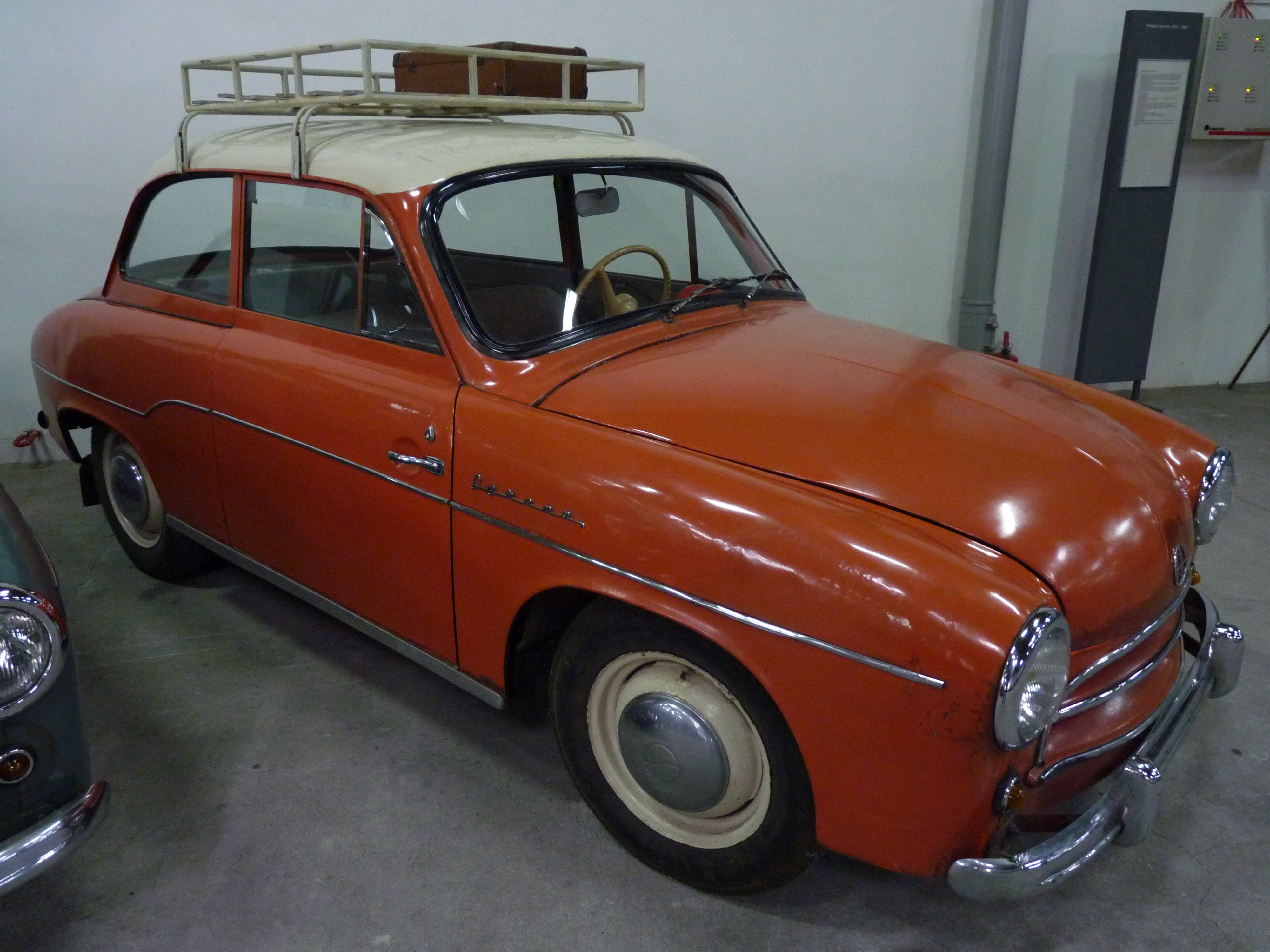
FSO Syrena 101
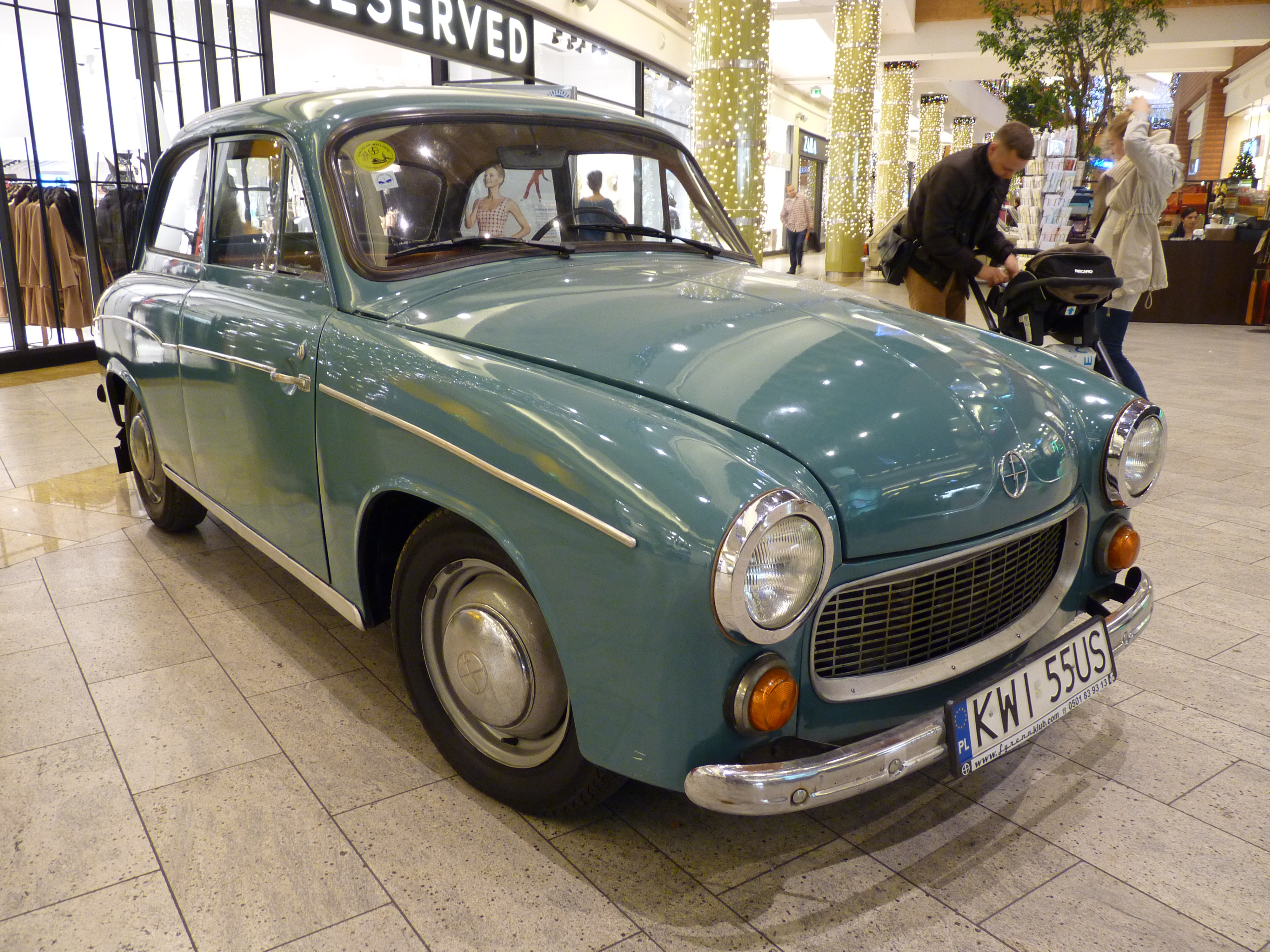
FSO Syrena 104
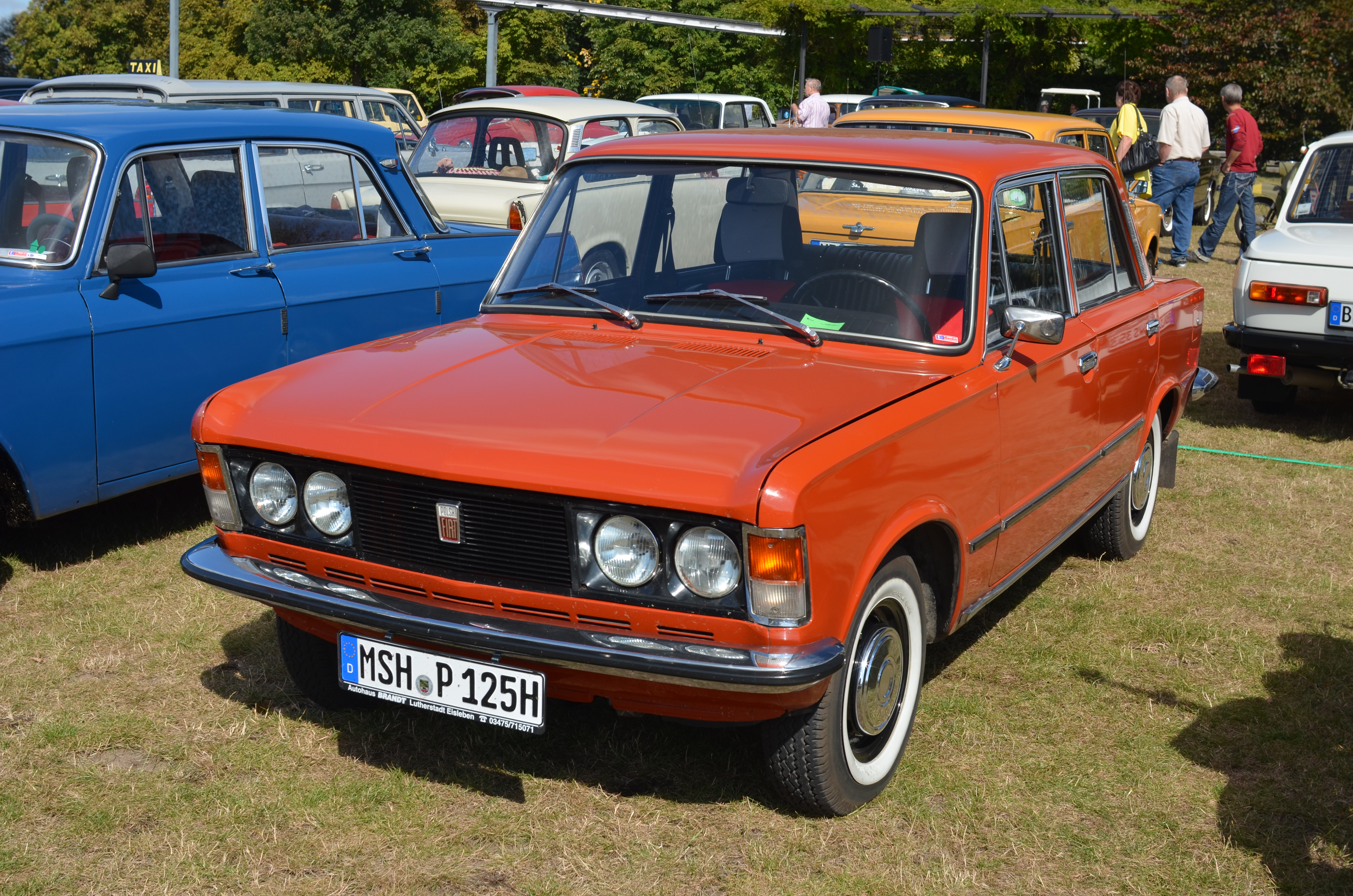
Polski Fiat 125p
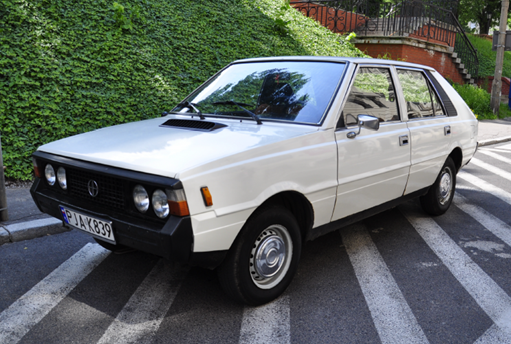
FSO Polonez
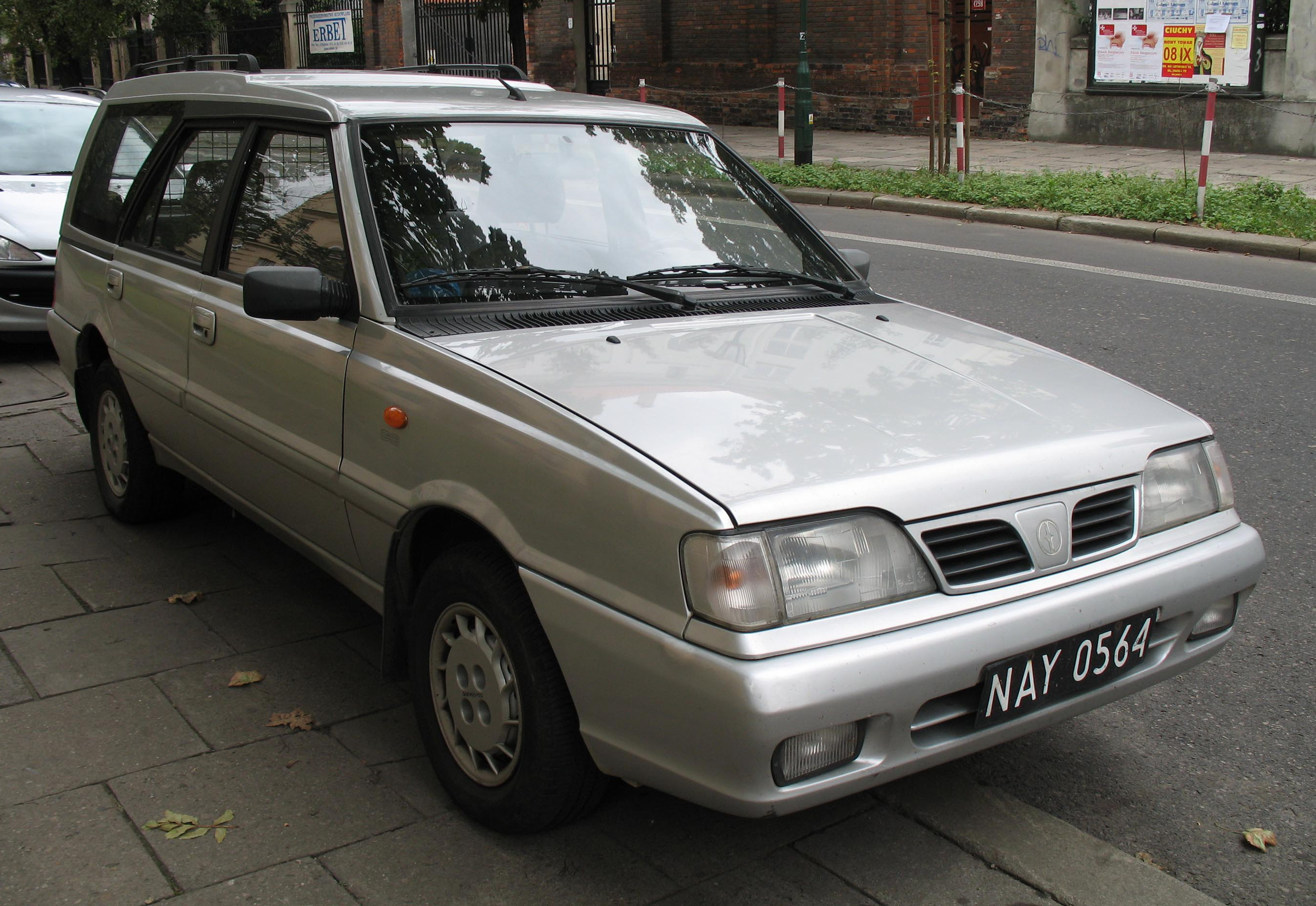
Modernizált FSO Polonez Kombi
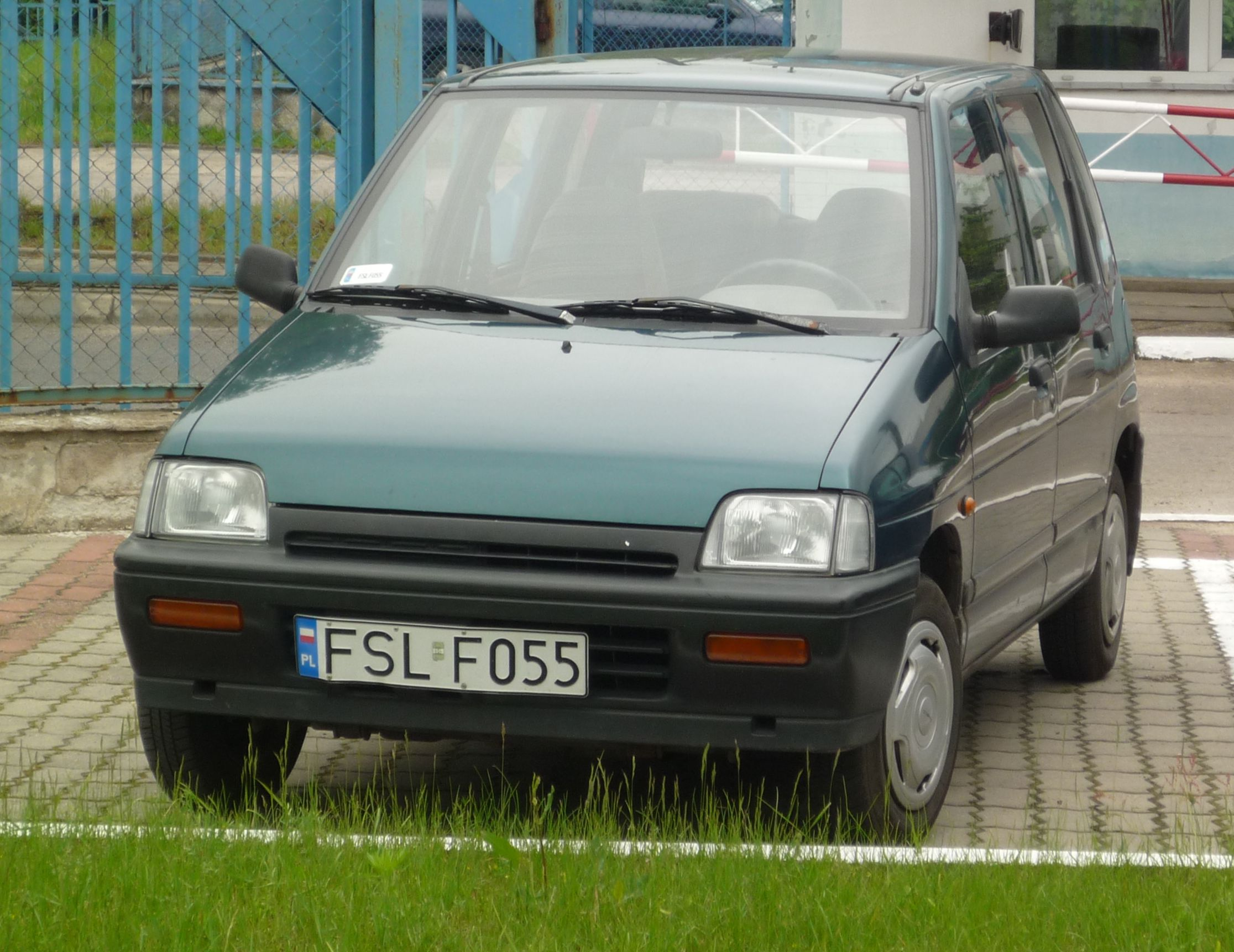
Lengyelországban összeszerelt Daewoo Tico
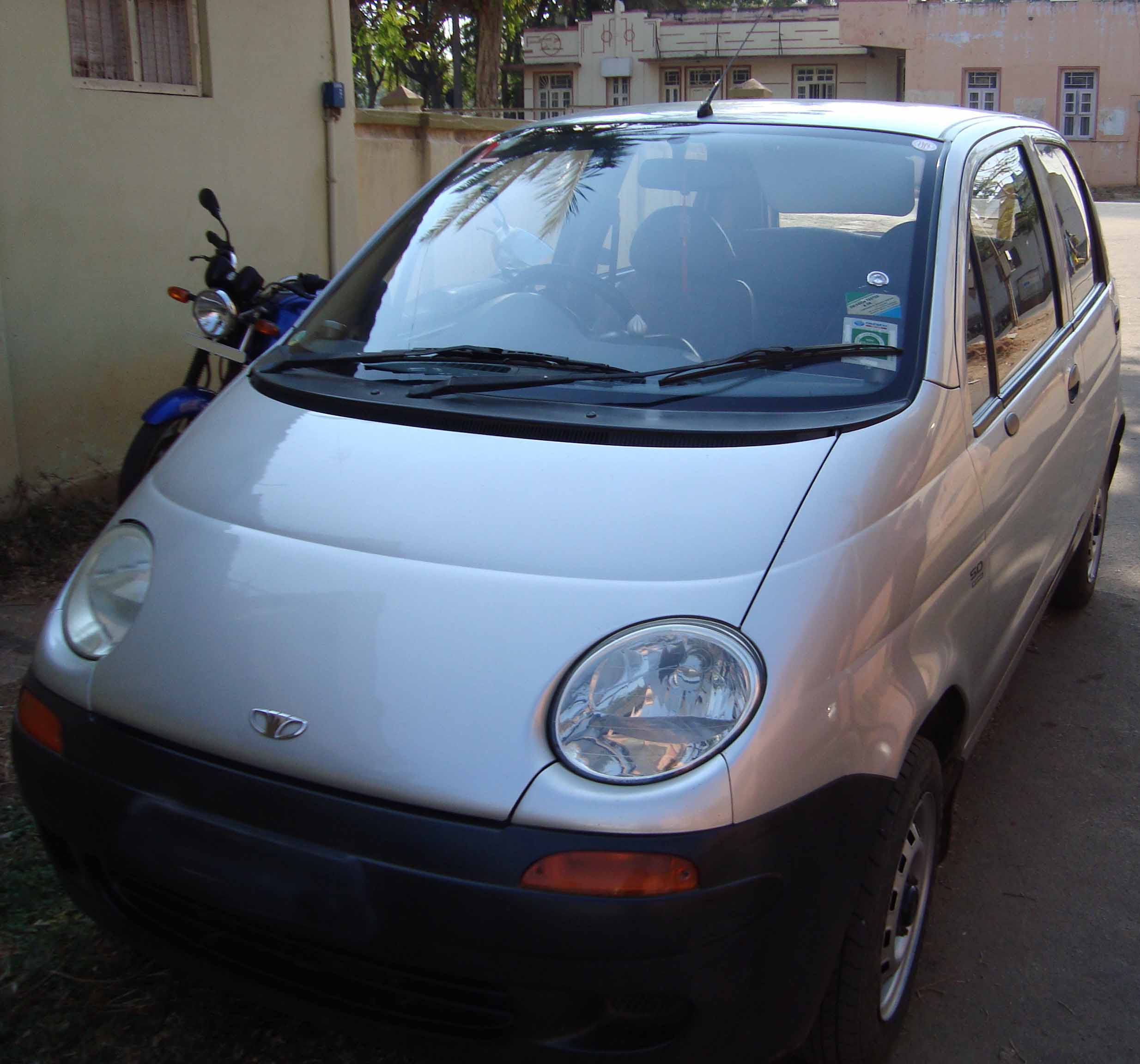
Lengyelországban összeszerelt Daewoo Matiz
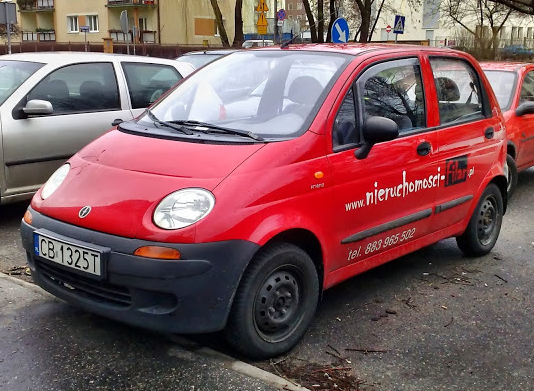
FSO Matiz
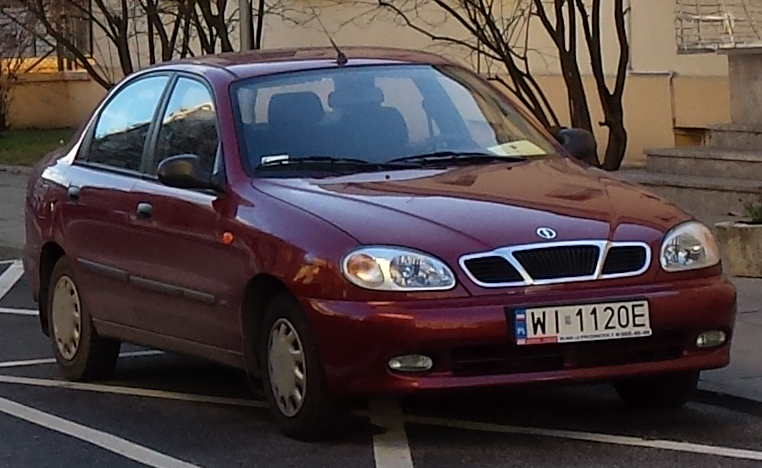
FSO Lanos
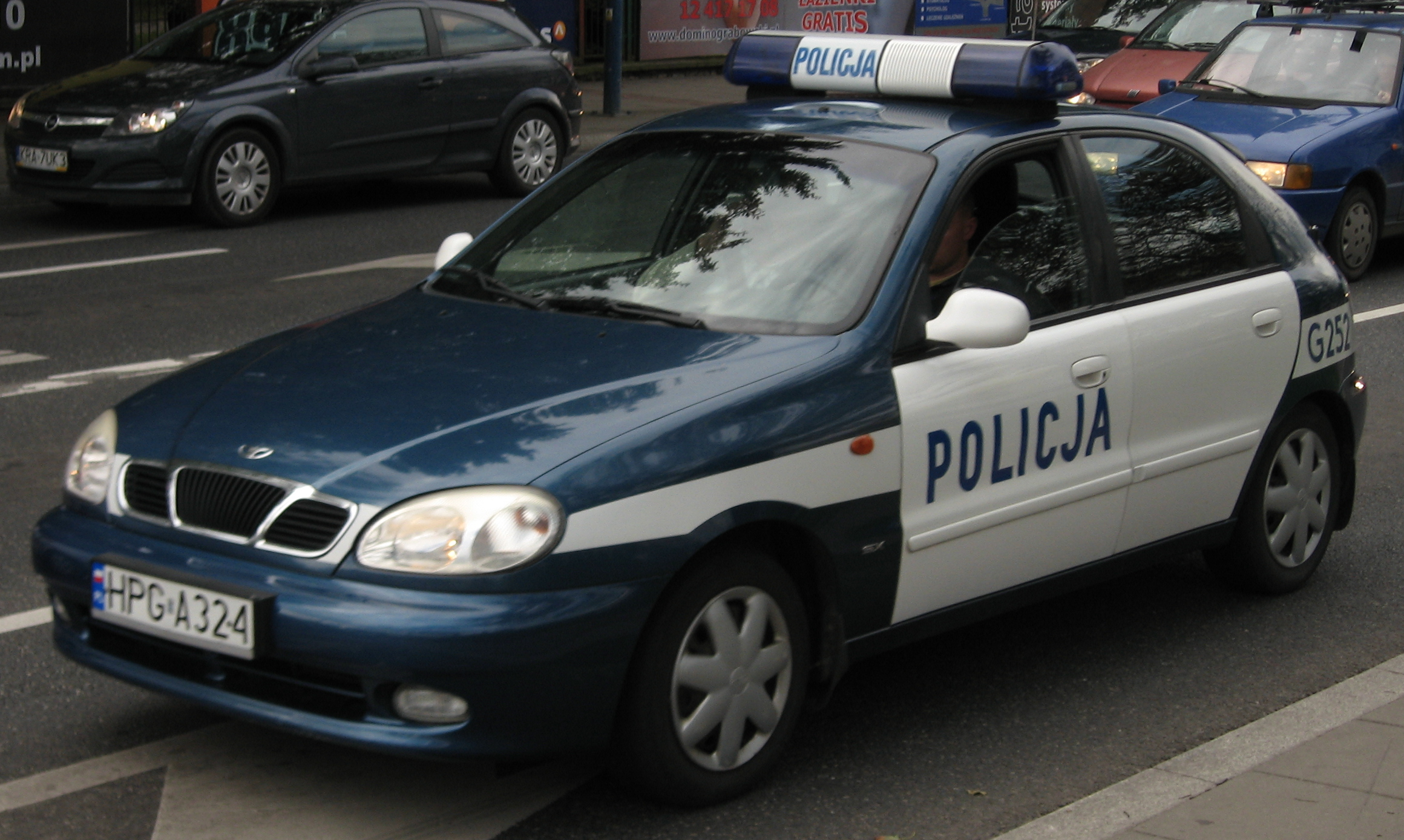
A Daewoo-FSO által gyártott Daewoo Lanos rendőrautó
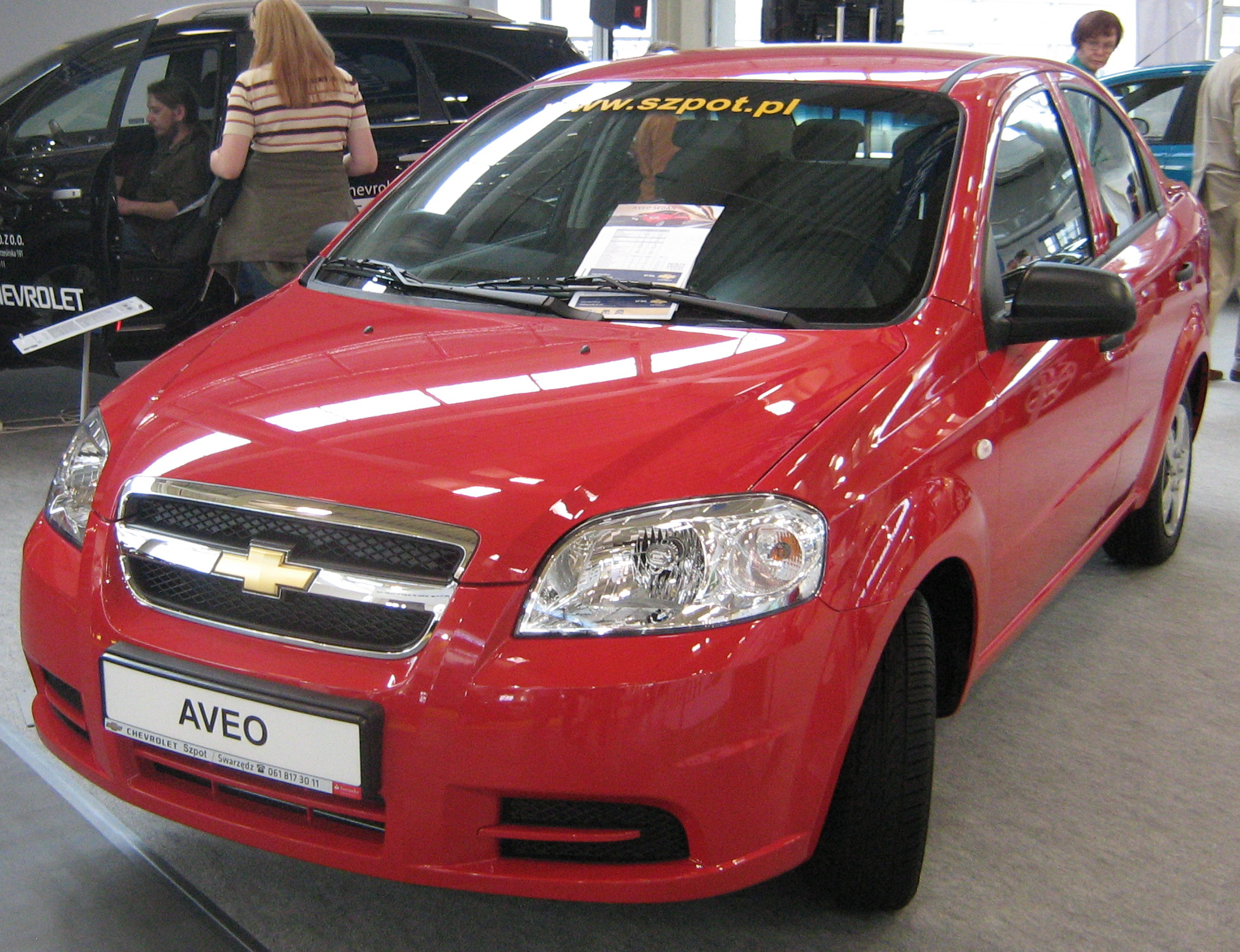
Lengyelországban összeszerelt Chevrolet Aveo

## Fordítás
Ez a szócikk részben vagy egészben  a   Fabryka Samochodów Osobowych című angol Wikipédia-szócikk fordításán alapul.  Az eredeti cikk szerkesztőit annak laptörténete sorolja fel. Ez a jelzés csupán a megfogalmazás eredetét és a szerzői jogokat jelzi, nem szolgál a cikkben szereplő információk forrásmegjelöléseként.